# 巻田佳春
巻田 佳春（まきた よしはる）は、日本の漫画家、イラストレーター、原画家。男性。

## 概要
1998年頃より、スタジオDNAのゲームアンソロジーなどでイラストレーターの仕事を始め、2000年「ランチタイム」でCOMICポプリクラブ増刊『COMICマオ』（晋遊舎）より漫画家デビュー。
『ドリマガ』（ソフトバンク パブリッシング）のコラムや、月刊少年エース増刊 『エース桃組』（角川書店）・『COMIC RIN』（茜新社）等を経て、2008年 「れすきゅーME!」を『チャンピオンRED いちご』（秋田書店）9号から2014年45号まで連載した。
2012年8月発売の『チャンピオンRED いちご VOL.33』にて「れすきゅーME!」のアニメ化が進行中であることが発表され、2013年6月「れすきゅーME!」3巻の限定版にオリジナルアニメBlu-ray付として発売された。
2013年から2017年までは『Juicy』（茜新社）にて成人向け漫画を執筆していた。
同人サークル「八王子海パン突撃騎兵隊」を主宰して、コミックマーケット等の同人誌即売会に参加している。

## 作品リスト

### 一般向け
漫画
- 『れすきゅーME!』 秋田書店『チャンピオンRED いちご』 2008年VOL.9 ～ 2014年VOL.45、〈チャンピオンREDコミックス〉、全4巻

ライトノベル （イラスト）
- 『ふたかた』 2008年5月20日[5]、原作：わかつきひかる、一迅社〈一迅社文庫〉、ISBN 978-4-75804-007-5
- 『デモンパラサイト・リプレイ 極道☆キラリ』 原作：藤澤さなえ・グループSNE、監修：北沢慶、富士見書房〈富士見ドラゴンブック〉、全3巻
  1. 2008年11月20日発売[6]、ISBN 978-4-82914-542-5
  2. 2009年2月20日発売[7]、ISBN 978-4-82914-547-0
  3. 2010年2月20日発売[8]、ISBN 978-4-82914-574-6

その他（イラスト）
- 『世界の戦車ガールズイラストレイテッド 第二次大戦編』[9] 2011年10月28日、イカロス出版、ISBN 978-4-86320-509-3
  - 歩兵を一生懸命支援する妹的存在のIII号突撃砲

### 成人向け
漫画
- 『RADICAL☆てんぷて～しょん』 2005年4月25日発売[10]、茜新社〈TENMA COMICS〉、ISBN 978-4-87182-755-3
- 『とらぶる・すくらんぶる!』 2007年7月27日発売[11]、茜新社〈TENMA COMICS〉、ISBN 978-4-87182-930-4

アダルトゲーム
- 『あいかぎ ～ひだまりと彼女の部屋着～』 2002年8月30日発売[12]、原画（鈴平ひろと共に担当）、F&C
- 『ぱにっく！！けろけろ王国』 2002年9月20日発売[13]、原画（大野哲也・西又葵他17名と共に担当）、ぱじゃまソフト

### 単行本未収録作品
一般向け
- 月刊少年エース増刊 エース桃組（角川書店）
  - 放課後DokiDokiてんぷてーしょん（2003年SUMMER号）
- ブラコンアンソロジー Liqueur―リキュール―2（ほるぷ出版）
  - クイズ！ 妹一人に聞きました！（2012年Vol.2）

成人向け
- COMICポプリクラブ増刊『COMICマオ』（晋遊舎）
  - ランチタイム（vol.12 2000年7月号)

- ひな缶Hi!（茜新社）
  - それゆけ！中華格闘部!（Vol.2 2003年12月）[14]

- COMIC RIN（茜新社）
  - 幸運の確率?（Vol.7 2005年6月）[15]
  - Kick up!（Vol.12 2005年11月）[15]
  - trouble study 2（2007年10月号）[16]
  - 寒い冬は中学生で｡（2008年1月号）[17]
  - Can you hear me?（2008年3月号）[17]
  - 萌えっ娘★あやかし辞典（2008年4月号）[17]
  - ねこたんにMILK★あいす（2008年6月号）[17]
  - どきどき倦怠期♥（2008年8月号）[17]
  - 夏の終わりの（2008年10月号）[17]
  - ねこたんの初仕事（2009年1月号）[18]
  - virtual☆イチゴ狩り（2009年4月号）[18]
  - ねこたんの入学準備（2009年5月号）[18]
  - ねこたんと保健室（2009年8月号）[18]
  - 君はユニバース（2009年12月号）[18]
  - 常備いもうと（2010年4月号）[19]
  - 風紀の乱れを直したい｡（2010年11月号）[19]
  - どうしよう?（2011年4月号）[20]
  - まなみちゃんは下着をはかない（2011年6、7月号）[20]
  - ドリーム♥INVENTION（2011年8、10月号）[20]
  - S.O.S!～小学生をお嫁さんにしたい～（2012年4月号）[21]

- Juicy -コミックエルオー 増刊-（茜新社）
  - 新婚さん気分(兄だけ)（Vol.1 2013年1月）[22]
  - 大橋さんをいじめて良いのは僕だけだと思う。（Vol.2 2013年5月）[23]
  - 大橋さんをいじめて良いのは僕だけだと思う。1.5（Vol.3 2013年8月）[24]
  - じょぶちぇんじ（Vol.4 2013年11月）[25]
  - 生徒会のお仕事 ～書記編～（Vol.5 2014年2月）[26]
  - 会計はつらいよ（Vol.6 2014年5月）[27]
  - 血は繋がってないんだからイインじゃないでしょうか?（Vol.7 2014年9月）[28]
  - おうちでちゅうにめいど（Vol.8 2014年11月）[29]
  - サボリーズ（Vol.9 2015年2月）[30]
  - 第13自習室のたまこさん（Vol.10 2015年5月）[31]
  - 先輩ノート（Vol.11 2015年9月）[32]
  - 三年前から（Vol.13 2016年2月）[33]
  - 衣替えのあとにはよくあること（Vol.14 2016年5月）[34]
  - 幼馴染に弱みを見せたら駄目ってこと（Vol.16 2016年11月）[35]
  - 昼食は素早く（Vol.17 2017年2月）[36]